# Поглощённая доза
Поглощённая до́за — величина энергии ионизирующего излучения, переданная веществу. Выражается как отношение энергии излучения, поглощённой в данном объёме, к массе вещества в этом объёме.
{\displaystyle D=dE/dm,dm\rightarrow 0.}
Основополагающая дозиметрическая величина.
В Международной системе единиц (СИ) поглощенная доза измеряется в джоулях, деленных на килограмм (Дж/кг), и имеет специальное название — грей (русское обозначение: Гр; международное: Gy).
{\displaystyle 1~{\text{Гр}}=1~{\text{Дж/кг}}}
Использовавшаяся ранее внесистемная единица рад равна 0,01 Гр.
Не отражает биологический эффект облучения (см. эквивалентная доза).